# Liste de personnalités berbères
 (septembre 2021).
Si vous disposez d'ouvrages ou d'articles de référence ou si vous connaissez des sites web de qualité traitant du thème abordé ici, merci de compléter l'article en donnant les références utiles à sa vérifiabilité et en les liant à la section « Notes et références ».
Cet article recense les personnalités berbères.

## Antiquité

### Numidie/Maurétanie

#### Rois et reines

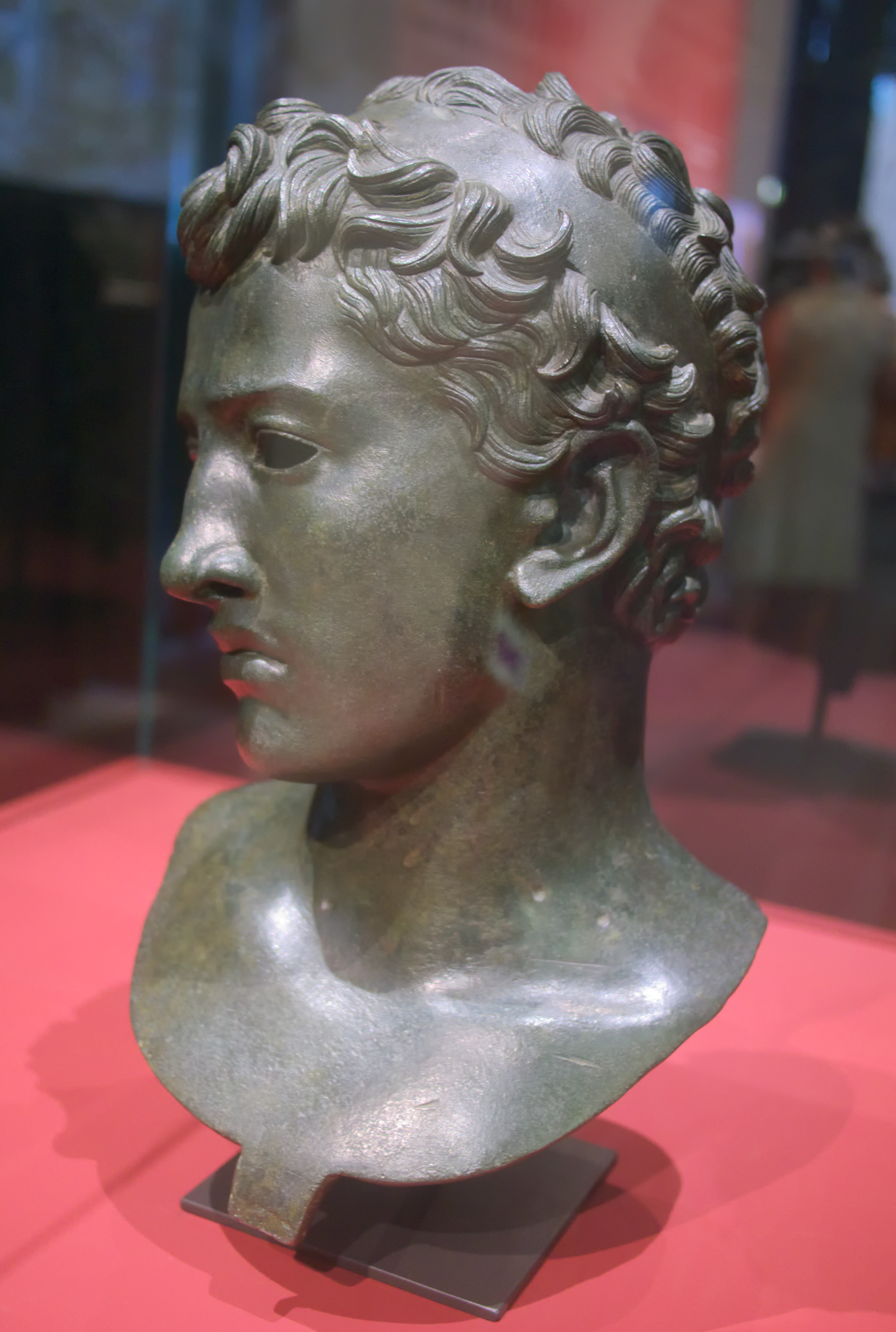
Statue de Juba II - Maison dite du Roi - Vollubilis.

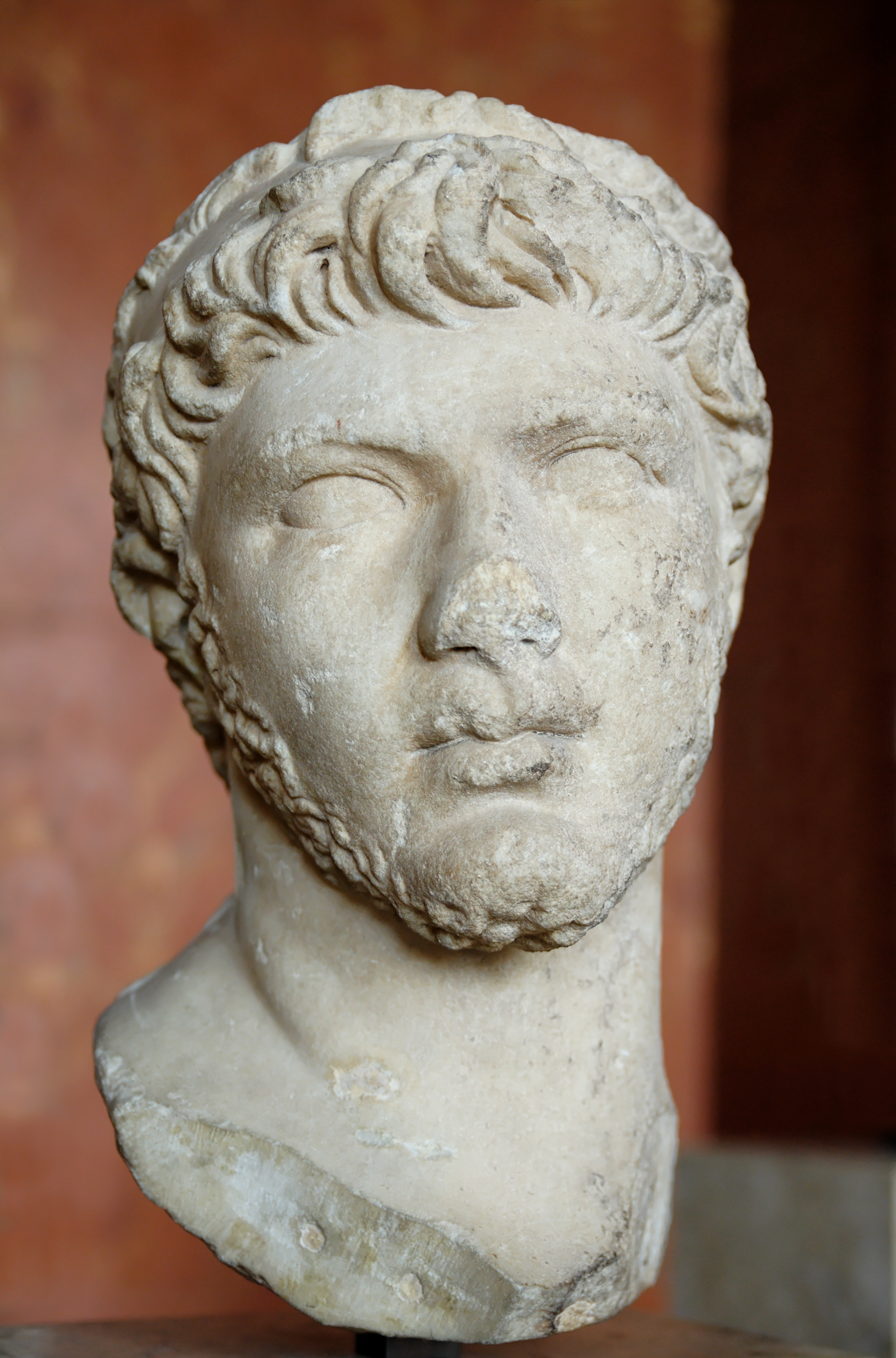
Buste de Ptolémée de Maurétanie, v. 30–40 apr. J.-C., musée du Louvre, découvert à Cherchell, en Algérie

##### Numidie occidentale
- Syphax, roi des massæsyles  dont la capitale est Siga (actuelle Aïn Témouchent en Algérie)[1].
- Vermina, roi des massæsyles de 203 à v. 202 av. J.-C.[2]
- Archobarzane, roi des massæsyles, fils de Vermina[2].

##### Numidie orientale
- Aylimas, roi massyle en 310 av. J-C. Il part en expédition avec son allié Agathocles de Syracus[3].
- Lacumazès, roi massyle en 206 av. J.-C.[4]
- Oezalcès, roi massyle en 206 av. J-C. qui succès au trône à la mort de son frère Gaïa[5].
- Capussa, roi massyle en 206 av. J.-C.[4]
- Gaïa, dernier roi de la Numidie orientale et père de Massinissa[6].

##### Numidie unifiée
- Massinissa (238 - 148 av. J.-C.) est le premier, et le plus célèbre roi de Numidie. À la tête de sa fameuse cavalerie numide, celui-ci contribue largement à la victoire de Rome sur Carthage lors de la bataille de Zama, en 202 av. J.-C.[7]
- Micipsa (148 – 118 av. J.-C.), roi de Numidie. Il a adopté son neveu Jugurtha qui deviendra à son tour, roi de la Numidie[8].
- Gulussa (148 -145 av. J.-C.) co-roi de Numidie en même temps que ses frères Micipsa et Mastanabal, il est chargé du commandement des armées[9]
- Mastanabal (148 - 140 av. J.-C.) co-roi de Numidie avec ses frères Micipsa et Gulussa, il reçoit la charge des affaires judiciaires. Il est le père de Jugurtha[10]
- Adherbal, roi de Numidie de 118 à 112 av. J.-C.[11]
- Jugurtha (160 - 104 av. J.-C.) est un roi de Numidie. Il s'oppose durant sept ans à la puissance romaine entre 111 et 105 av. J.-C., durant un conflit qui nous est connu sous le nom de « Guerre de Jugurtha »[12].
- Gauda, roi numide, qui a régné de 105 à 88 av. J.-C.[13]
- Hiempsal II roi numide, et père de Juba I[14].
- Iarbas, roi de Numidie qui régna de 84 à 82 avant notre ère[15].
- Massinissa II, roi de Numidie ayant régné de 81 à 46 av. J.-C.[16]
- Juba I, dernier roi de la Numidie orientale[17].
- Arabion, dernier roi numide indépendant, ayant régné de 44 à 41 av. J.-C.[16]
- Juba II, roi numide règne de 25 à 23 av. J.-C. sur la Maurétanie[17].
- Ptolémée de Maurétanie, roi numide régna de 23 à 40 av. J.-C. sur la Maurétanie[18].

##### Maurétanie
- Bocchus, roi de Maurétanie, prit d'abord les armes au côté de Jugurtha, puis le trahit en le livrant aux romains[19].
- Sosus, roi de Maurétanie, fils de Bocchus Ier[19].
- Volux, prince maure et général militaire[20].
- Bocchus II, roi de Maurétanie, fils de Sosus et frère ainé de Bogud[19].
- Bogud, roi de Maurétanie, au côté de Bocchus II[21].
- Eunoé, reine de Maurétanie, conjointe du roi Bogud[21].
- Julia Uriana, reine berbère de Maurétanie au Ier siècle. Elle épouse le roi berbère Ptolémée de Maurétanie, fils du roi Juba II et de Cléopâtre Séléné II[22].
- Drusilla de Maurétanie la Jeune princesse berbère de Maurétanie et reine consort d'Emèse. Elle est possiblement l'ancêtre de la reine Zénobie de Palmyre.

##### Quinquegentiens
- Nubel, roi des Quinquegentiens mort en 372[23].
- Firmus, fils de Nubel, prince berbère qui dirigea une révolte contre l'Empire romain[24].
- Gildon, fils de Nubel, prince berbère, regulus des Jubaleni et Comte d'Afrique, qui dirigea une révolte contre l'Empire romain[25].
- Sammac, fils de Nubel, prince berbère, il fut assassiné par son demi-frère Firmus à la suite d'une querelle de succession[26].
- Dius, fils de Nubel, prince berbère[26].
- Mascezel, fils de Nubel, prince berbère[26].
- Mazuca, fils de Nubel, prince berbère qui se donna la mort pour échapper aux romains[26].
- Cyria, fille de Nubel, princesse berbère[26].

##### Divers
- Tin Hinan, reine touarègue. Elle fonde son royaume dans le Hoggar entre le IVe et le Ve siècle[27].

#### Militaires
- Mazetule, chef numide populaire auprès de ses compatriotes qui fit proclamer roi Lacumazès après avoir vaincu le roi Capussa[28].
- Faraxen, chef maure. Lutta contre Rome. Mort en 260. Qualifié de famosissimus dux  (« fameux chef ») par Ammien Marcellin[29].
- Naravas, prince numide de la famille des massyles, fin stratège et cavalier émérite[30].

#### Écrivains
- Térence, poète comique de langue latine[31],[32].

#### Divers
- Moussa Ibn Salih est un prophète berbère avant l'arrivée de l'islam d'après Ibn Khaldoun[33]
- Bomiclar, noble numide du IIe siècle av. J.-C. et disciple du roi numide Jugurtha, qu'il a ensuite trahi[34].
- Nabdalsa, noble numide du IIe siècle. Agent de Bomiclar[34].

### Afrique romaine

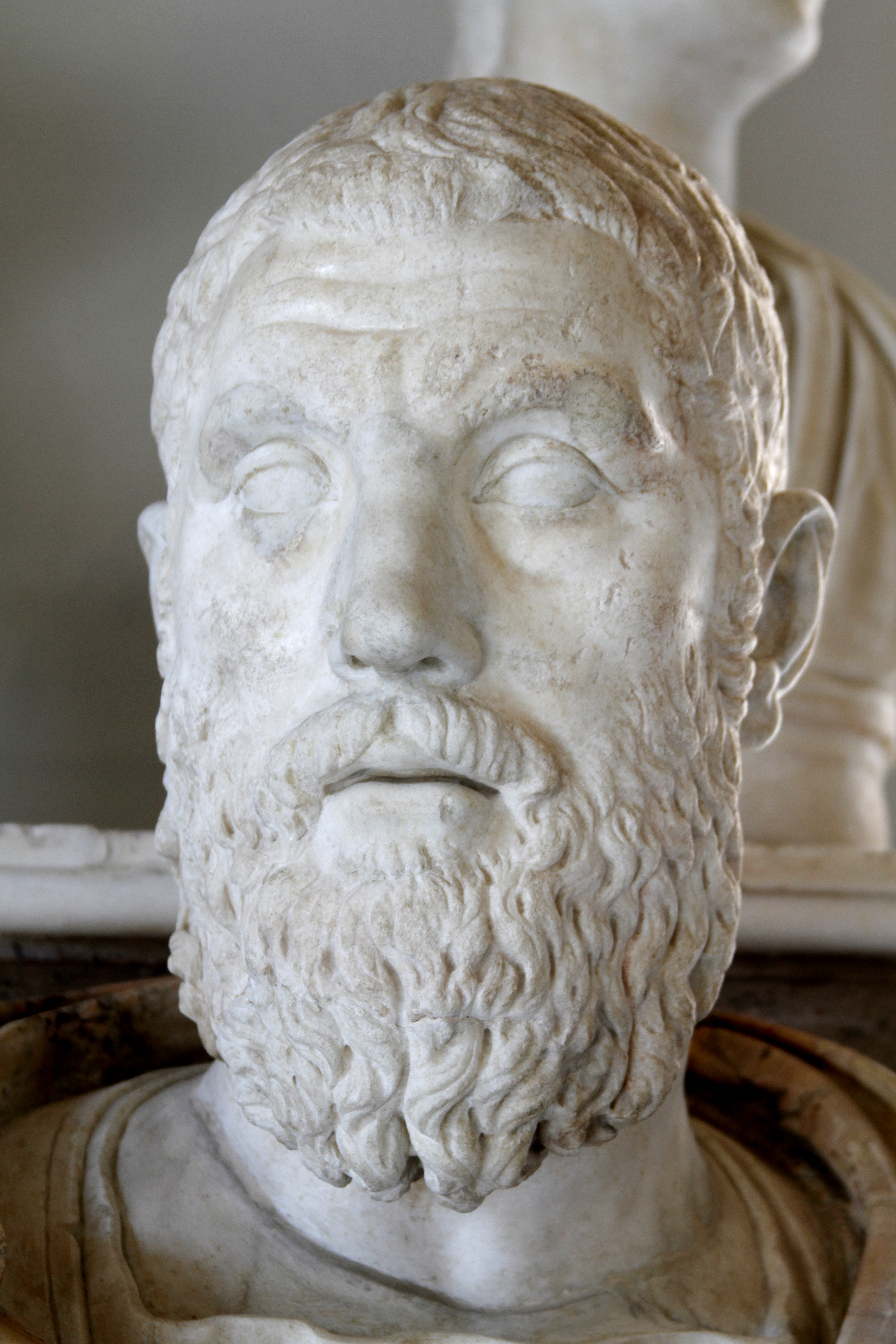
Buste de l'empereur romain Macrin, originaire de Césarée (Cherchell) en Maurétanie césarienne (actuelle Algérie), d'origine berbère. Il était un célèbre avocat de formation, il gravit petit à petit les échelons de l'administration fiscale, avant d'entrer dans le cercle des plus riches sénateurs de l'époque.

#### Empereurs et gouverneurs
- Macrin, préfet de la Garde prétorienne sous Caracalla, puis empereur romain qui régne de 217 à 218[35].
- Diaduménien, fils de Macrin, empereur romain en 218[35].
- Lusius Quietus, prince maure, général de Trajan, gouverneur de Palestine en 117[36].
- Quintus Lollius Urbicus, né à Tiddis, gouverneur de Britannia, de 138 à 144, puis Préfet de Rome[37].
- Le comte Julien, gouverneur de Ceuta, dans l'exarchat de Carthage, qui fut l'un des derniers bastions Orthodoxes d'Afrique du Nord. Selon Ibn Khaldoun, Yulyan était un prince masmoudien. Sa fille Florinda est envoyée à la cour wisigothe de Tolède[38].

##### Insurgés
- Aedemon, affranchi de Ptolémée de Maurétanie, à la tête de la révolte d'Aedemon contre l'Empire romain[39].
- Tacfarinas, aussi appelé « homme de Takfarin », ancien soldat romain, puis chef de guerre révolté contre l'Empire romain sous le règne de Tibère[40].

##### Hommes de lettres
- Fronton de Cirta, écrivain, maître du plus sage des empereurs Marc Aurèle[41].
- Apulée, écrivain de langue latine, auteur notamment de Métamorphoses ou l'Âne d'or[42].

## Moyen Âge

### Chrétiens
- Adrien de Cantorbéry, abbé de Cantorbéry[43]
- Casilda de Tolède, sainte chrétienne et fille d'un émir de Tolède[44]
- Florinda, fille du gouverneur berbère masmoudien Julien de Ceuta au VIIIe siècle, qui fut envoyée à la cour wisigothe de Tolède.
- Robba, religieuse donatiste martyrisé pendant la persécution de Dioclétien.

### Souverains et combattants
- Masties, dirigeant d'un royaume romano-berbère en Tunisie, et l'est de l'Algérie au Ve siècle[45].
- Iaudas, roi des Aurès[46].
- Orthaïas, roi des Aurès[47].
- Masuna, roi maure du royaume des Maures et des Romains au début du VIe siècle[48].
- Garmul, roi berbère du royaume d'Altava[49].
- Mastigas, roi berbère d'Altava, il prend en main une partie de la Césarée[50].
- Ierna : est un chef des Laguatans, roi des Marmarides[51] et grand prêtre du dieu Gurzil[52].
- Carcasan : chef et roi des Ifuraces, tribu marmaride de Tripolitaine, active pendant les insurrections berbères dans la préfecture du prétoire d'Afrique au milieu du VIe siècle[52].

### Résistants aux invasions vandales, byzantines et musulmanes
- Garmul, roi d'Altava et chef militaire qui lance plusieurs raids dans le territoire sous contrôle byzantin[53].
- Cabaon, chef militaire de Tripolitaine qui défait lourdement les Vandales[54].
- Antalas, chef militaire du VIe siècle, né en Byzacène (actuelle Tunisie centrale), qui joue un rôle majeur dans les guerres entre les Byzantins et les tribus berbères de Byzacène et Tripolitaine[52].
- Cusina, chef militaire qui joua un rôle majeur dans les guerres de l'Empire romain d'Orient contre les tribus berbères d'Afrique au milieu du VIe siècle. Il combattit à la fois avec et contre les Byzantins[55]
- Iaudas, chef militaire du VIe siècle qui tint longtemps en échec les byzantins dans les Aurès[46].
- Koceïla, chef de la résistance aux premières expéditions musulmanes[56].
- Dihya, surnommé Kahina, figure de la résistance berbère à l'avancée des troupes musulmanes entre 695 à 705[57].
- Maysara al-Matghari, chef militaire du VIIIe siècle, à l'origine de la grande révolte berbère contre le califat omeyyade en 739-743[58].
- Abou Qurra, chef militaire, entre 767 à 776, il parvient à conquérir la majorité de l'Ifriqiya aux arabes à la tête d'une armée de plus de 350 000 cavaliers[59].
- Abu Yazid, chef de la résistance kharidjite contre les Fatimides. Il faillit vaincre totalement la dynastie[60].

### Chefs de guerre musulmans

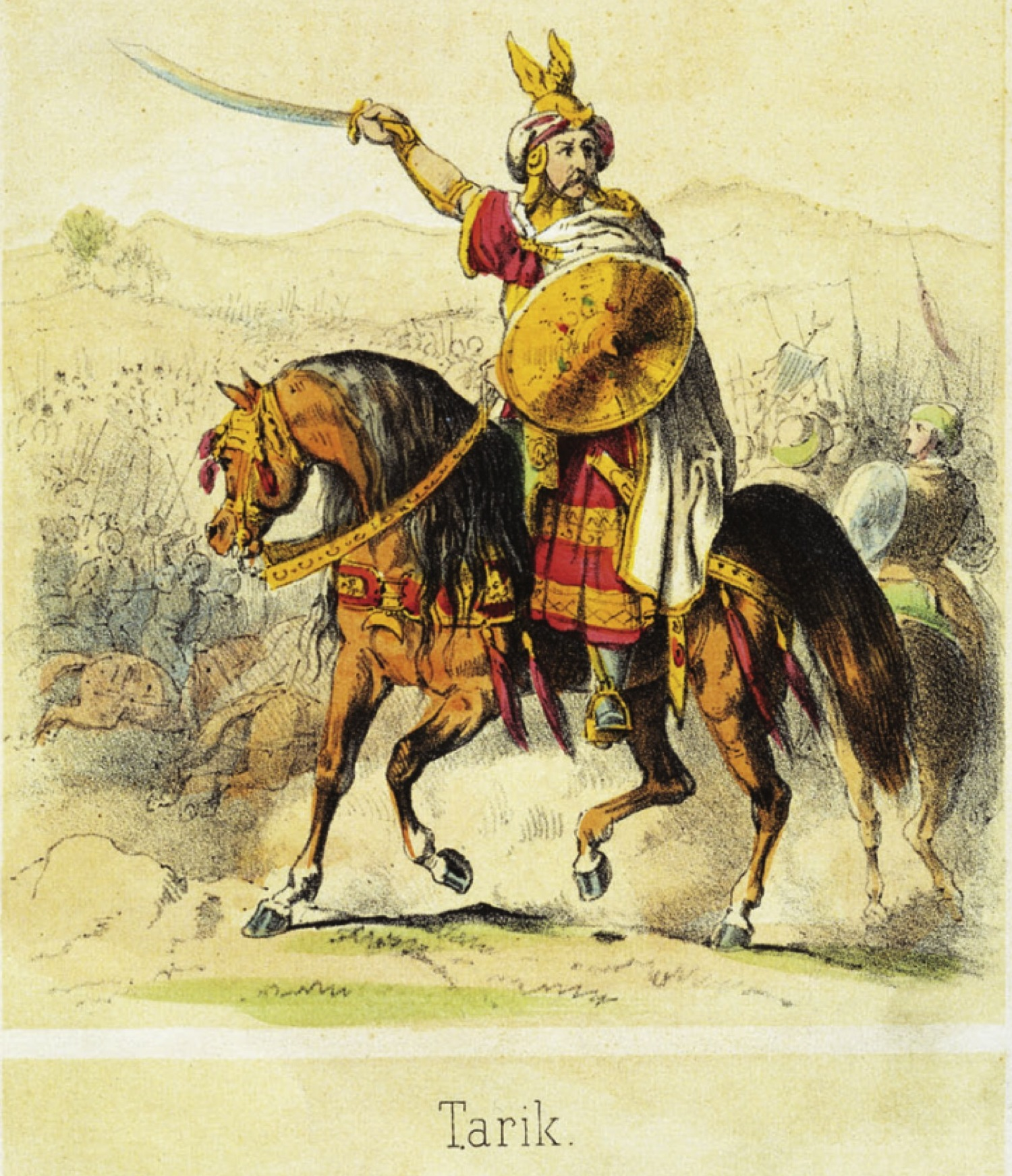
Tariq aït Ziyad, présumé de la tribu d'Oulhaça » (tribu berbère zénète), conquérant de la péninsule ibérique.

- Tariq ibn Ziyad, général omeyyade, qui a conquis la péninsule Ibérique en 711 à la tête de 12 000 berbères[61].
- Munuza, gouverneur musulman du nord de l'Hispanie, il participe, dès le début à la conquête de la péninsule ibérique en 711[62][réf. non conforme].
- Ja'far ibn Fallah, général de la tribu des Kutama qui fut au service du califat fatimide et initia la première tentative fatimide de conquête de la Syrie à 970-971[63]
- Jaysh Ibn al-Samsama, général kutama et gouverneur de Damas et Tripoli au service du califat fatimide, il joue un rôle crucial dans la conquête de Tyr et la bataille d'Apamée.
- Fannu (-1147), princesse et soldate almoravide qui a combattu les Almohades en 1147 lors de la prise de Marrakech[64].
- Ziri Ibn Attia, chef des Maghraouas et des Zénètes de 988 à 1001, il devient vizir du Maghreb sous les Omeyyades[60].
- Ali ibn Ja'far ibn Fallah, général de la tribu des Kutama qui fut au service du califat fatimide gouverneur de Damas et Ramla.
- Safiyy al-Dawla, gouverneur fatimide et émirs d’Alep.
- Al-Hasan ibn Ahmad ibn Abi Khinzir, commandant militaire fatimide issu de la tribu berbère des Kutamas. Il est le premier gouverneur fatimide de Kairouan et de la Sicile.
- Abu Muhammad al-Hasan ibn Ali, chef militaire influent des Berbères Kutamas et ministre en chef (wāsiṭa) de l'État fatimide en Égypte.

### Dynasties musulmanes nord-africaine

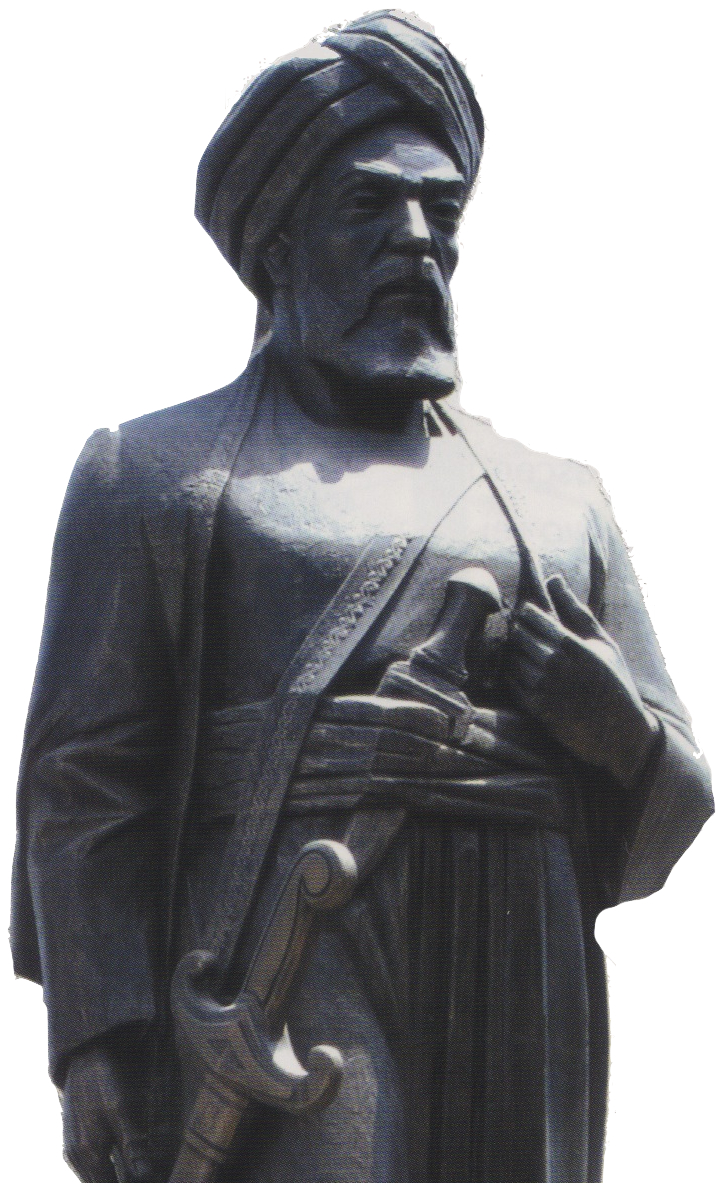
Bologhine ibn Ziri, fondateur de la dynastie berbère des Zirides, et de trois villes : Alger, Miliana et Médéa.

#### Ifrénides
- Abou Qurra, de la tribu des Banou Ifren, fondateur de la dynastie berbère kharedjiste, il se proclame Khalif du Maghreb (767 à 776)[65].
- Yala Ibn Mohamed, chef des zénètes en 954, il se rallie aux Fatimides en 956[60].
- Temim Ibn Ziri, chef de la dynastie des Banou Ifren de 1027 à 1035[66].
- Abou Soda, berbère de Tlemcen issu des Banou Ifren, prend le pouvoir de la dynastie Hammadides et des Zénètes pour combattre les Hilaliens[60]

#### Zirides
- Ziri ibn Menad (mort en 971), en sauvant la dynastie fatimide, il devient gouverneur du Maghreb central. Il est le père de Bologhine[67].
- Bologhine ibn Ziri (mort en 984), fils de Ziri ibn Menad, il fonde la dynastie Zirides. Il construit également les villes d'Alger sur l'ancienne Icosium (960), de Médéa et de Miliana[68].
- Zawi ibn Ziri, fondateur de la dynastie ziride de Grenade, règne de 1012 à 1019[69].

#### Hammadides
- Hammad ibn Bologhine (mort en 1028), fils de Bologhine ibn Ziri, il fonde la dynastie Hammadide[70].

#### Almoravides
- Abdellah ben Yassin (mort en 1059) natif du Souss, est le leader spirituel de la dynastie des Almoravides[71].
- Yahya ben Ibrahim (-1048), chef de la tribu Goudala qui décida de convertir son peuple aux préceptes de l'islam en 1035. Il est le premier émir almoravide[72].
- Abou Bakr ben Omar ou Abou Dardai (mort vers 1088, un chef et roi almoravide originaire de la tribu des Lemtuna[73].
- Youssef ben Tachfine (1009-1106) premier sultan almoravide et fondateur de la ville de Marrakech[74],[75].
- Zaynab Nefzawiya ou Zinb Tanefzawt (1061-1106), reine almoravide et fondatrice, avec son époux Youssef ben Tachfine, de Marrakech[76].
- Ali ben Youssef (1083-1143), roi almoravide[77].

#### Almohades
- Abd al-Mumin (1100-1163) calife des almohades et disciple de Ibn Toumert[78].
- Abu Yacub Youssouf (1163-1184)[79]
- Yaqub al-Mansur (1184-1199)[80]

#### Merinides
- Abd al-Haqq (mort en 1217), fondateur de la dynastie mérinide[81],[82].

#### Zianides
- Yaghmoracen Ibn Ziane (mort en 1282), fondateur la dynastie zianide[83].

#### Hafsides
- Abû Zakariyâ Yahyâ (731-788), fondateur de la dynastie hafside[84].

#### Idrissides
- Kenza al-Awrabiya reine berbère et épouse d'Idris Ier[85].
- Idris II sultan idrisside d'origine berbère de par sa mère[86].
- Muhammad ben Idris, troisième sultan idrisside, d'origine berbère par sa mère[87].

### Dynasties musulmanes ibérique

#### Aftasides
- Abdallah ibn Al-Aftas (980-1045) fondateur de la dynastie des aftasides qui a régné sur la taïfa de Badajoz en Andalousie[88].

#### Dhunnunides
- Ismaïl ibn Abd-ar-Rahman al-Zafir, premier roi de la taïfa de Tolède[89].
- Yahya I al-Mamun, roi de Tolède[89].

### Souverains, chefs et guerriers guanches (Canaries)
- Sunta, roi guanche de Tenerife ayant tenu sa cour à Adeje. Il fut le père de Tinerfe le Grand.
- Tinerfe, roi guanche de Tenerife durant la fin du XIVe siècle.
- Acaimo, roi guanche de Tacoronte durant le XVe siècle. Avec les rois Bencomo et Benharo, il s'opposa à la conquête espagnole[90].
- Adjoña, roi guanche de Abona. Il meurt vers 1507[91].
- Añaterve, roi guanche de Güímar durant le XVe siècle.
- Bencomo, roi guanche de Taoro, il naît en 1425 et meurt novembre 1495.
- Bentor, roi guanche et dernier roi de Taoro il naït vers 1463 et se suicide en 1496
- Beneharo, roi guanche de Anaga durant le XVe siècle.
- Pelicar, roi guanche de Adeje durant le XVe siècle.
- Pelinor, roi guanche de Icode. Il meurt vers 1505.
- Romen, roi guanche de Daute durant le XVe siècle.
- Tegueste, ou Tegueste II, roi guanche de Tegueste durant le XVe siècle.
- Dácil, princesse guanche du royaume de Taoro dans l'île de Tenerife, fille du mencey Bencomo.
- Doramas, guerrier, caudillo et noble guanche qui vécut au milieu du XVe siècle et fut l'un des principaux leaders de la résistance autochtone des îles Canaries.
- Tanausu, chef guanche d'Acero. Une fois défait par les Castillans cela marqua la fin de la conquête de cette île. Il meurt en 1493.

### Religieux
- Salih Ibn Tarif (744 ap. J-C) roi berghouata, il fonde une religion syncrétique dont il se fait prophète et dernier Mahdi[92].
- Ibn Toumert (1078/81-1130), réformateur chleuh musulman, il crée la doctrine almohade[93].
- Abdellah ben Yassin (mort en 1059), il crée, avec le chef religieux Yahya ben Ibrahim, l’élan religieux almoravide[94].
- Ibn Arabi (1165-1240), d'origine berbère par sa mère, éminent savant soufi[95].
- Abou Hassan al-Chadhili (1197-1258), théologien musulman, fondateur de la confrérie Chadhiliyya[96].
- Sidi El Houari (1350-1439), saint musulman d'origine houara[97].
- Mohammed Ben Slimane al-Jazouli soufi berbère fondateur de la confrérie al-Jazūliyya[98]
- Ikrima mawla ibn Abbas, grand savant et compilateur de hadith ayant étudié sous al-Abbas[99]
- Ibn Abi Zayd al-Nefzawi savant, imam de Kairouan issu de la tribu berbère de Nefza[100].

### Sciences

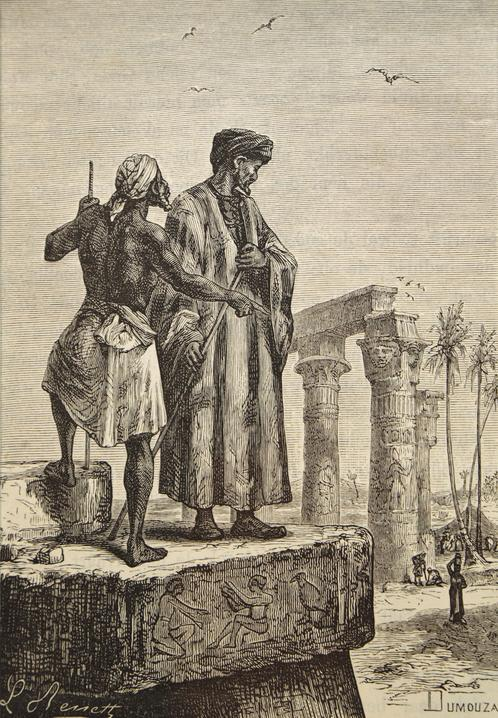
Ibn Battûta, explorateur et voyageur d'origine berbère, il a parcouru près de 120000 kilomètres entre 1325 et 1349, de Tombouctou au sud, jusqu'à l'ancien territoire du Khanat bulgare de la Volga au nord, et de Tanger à l’ouest jusqu'à Quanzhou en Extrême-Orient.

- Abbas ibn Firnas (810 - 887), inventeur, médecin, chimiste, ingénieur, musicien et poète, considéré comme un précurseur de l'aéronautique[101].
- Ibn Battûta (1304-1368/77), un des plus importants explorateurs du Moyen Âge, il explore tout le nord de l'Afrique, traverse le Sahara, voyage au Moyen-Orient jusqu'en Asie centrale. Il parcourt environ 120 000 km en 28 ans[102].
- Ibn Al-Yasamin, mathématicien berbère[103],[104].
- Muhammad al-Rudani, astronome et polymathe marocain d'origine chleuh[105][réf. non conforme].
- Mohammed al-Baydhaq, historien et compagnon d'Ibn Toumert, il est un chroniqueur important des Almohades[106].
- Ash-Shellati, astronome, mathématicien et savant kabyle du 18e siècle.

### Arts
- Bousiri poète sanhadja soufi, il est principalement connu pour son poème "Qasidat Al-Burda" (poème du manteau)[107].
- Hafsa bint al-Hayy al-Rakuniyya poétesse andalouse elle se lie au poète Abu Jafar Ibn Saïd avant que celui-ci ne se fasse exécuté pour avoir participé à une rébellion[108].

## Époque moderne

### Dynasties musulmanes

#### Hafsides
- Abû `Abd Allâh Muhammad IV al-Mutawakkil, sultan hafside de 1493 à 1562
- Abû `Abd Allâh Muhammad V al-Hasan sultan hafside de 1526 à 1543
- Ahmed III al-Hafsi sultan hafside de 1543 à 1573

#### Béni Abbès
- Ahmed Amokrane, souverain du royaume des Beni Abbès[109].

#### Royaume de Koukou
- Sidi Ahmed Ou El Kadhi, fondateur du royaume de Koukou[110],[111].

### Arts
- Abderrahman El Medjoub (1504-1568/9), poète populaire soufi issu d'une famille berbère originaire de la ville de Mazagan[112].
- Muhammad Awzal (1670-1748/9), poète chleuh religieux du XVIIIe siècle, un des plus importants auteurs de langue chleuhe[113].
- Hammou Talb, important poète chleuh du XVIe siècle[114].

### Divers
- Hamidou ben Ali dit Raïs Hamidou, célèbre pirate et corsaire barbaresque et amiral ottoman d'origine kabyle[115],[116].

## Époque contemporaine

### Leaders nationalistes

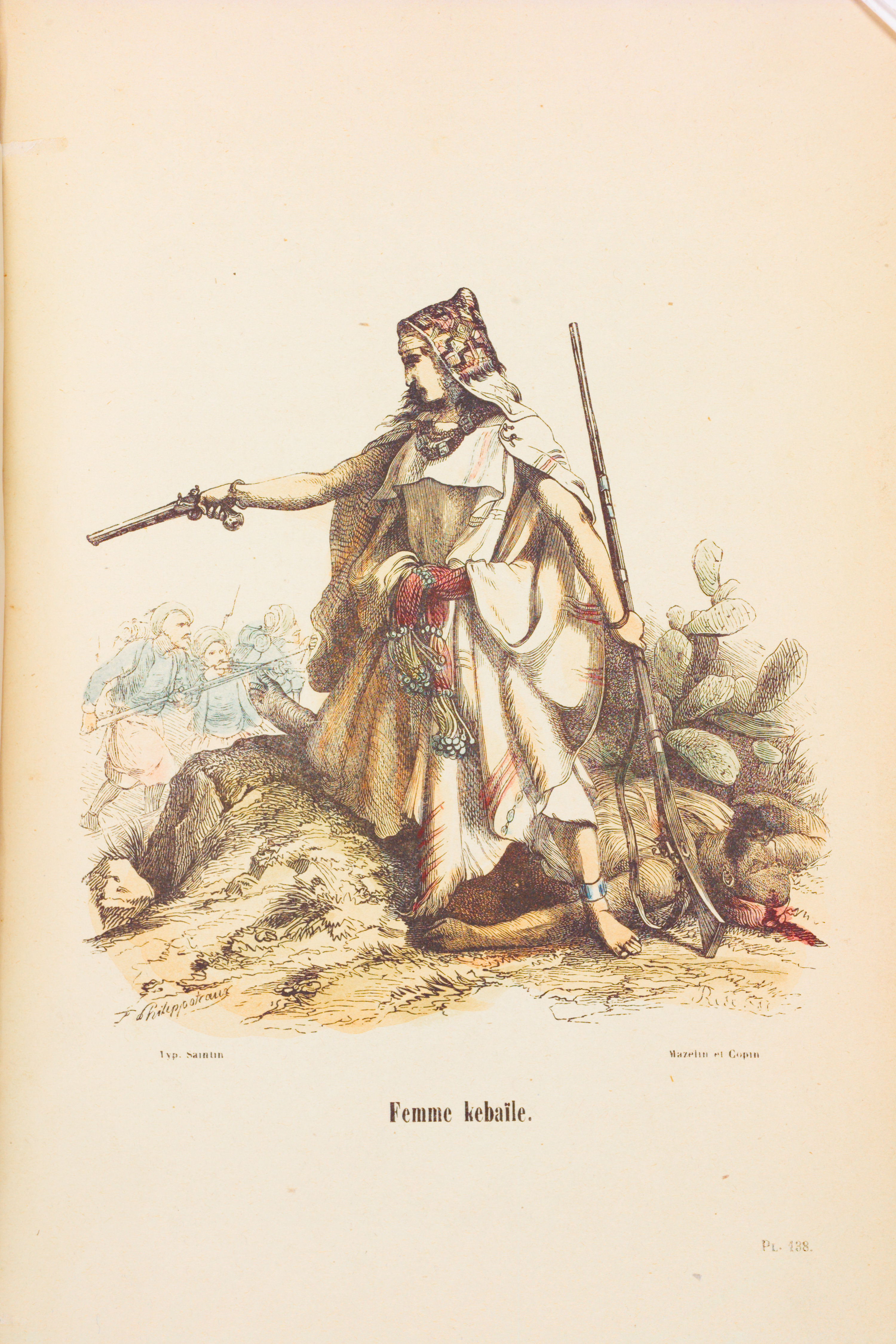
Lalla Fatma N'Soumer, figure de la résistance kabyle contre l'armée coloniale française.

#### Algérie
- Lalla Fadhma N'Soumer (vers 1830-1863), résistante et combattante kabyle contre l'armée coloniale française à l'ouest de la Kabylie.
- Cheikh El Mokrani (1815-1871), chef et instigateur de la « révolte des Mokrani » en 1871, la plus importante insurrection d'« après la conquête de l'Algérie »[117]
- Mohand-Améziane Haddad (1790-1873), chef de la confrérie Rahmaniya, soutient la résistance de Mohand-Amokrane Mokrani.
- Amirouche Aït Hamouda (1926-1959), résistant et combattant kabyle, colonel de l'Armée de libération nationale (ALN) et chef de la Wilaya III pendant la guerre d'indépendance de l'Algérie[118].
- Saïd Mohammedi (1912-1994) chef d'état major de l'ALN. Il est aussi un lieutenant de la Wehrmacht engagé volontairement.
- Ferhat Abbas (1899-1985), militant nationaliste algérien, fondateur de l'Union démocrate du manifeste algérien (UDMA), rallie en 1955 le Front de libération nationale (FLN), et devient président du Gouvernement provisoire de la République algérienne (GPRA)[119].
- Hocine Aït Ahmed (1926-2015), un des neuf chefs historiques du FLN, ancien dirigeant de l'OS et du PPA-MTLD, membre du CNRA et du GPRA[118].
- Krim Belkacem (1922-1970), chef historique du FLN, ancien responsable du PPA-MTLD, qui signa l'acte d'indépendance de l'Algérie en bas des Accords d'Évian[118]
- Belkacem Radjef (1909-1989), membre fondateur du PPA (1937), du Comité Directeur de l'Étoile nord-africaine (ENA) (1933), et du Comité Centrale du MTLD (1946-1954)[118].
- Mostefa Ben Boulaïd (1917-1956), un des chefs historiques du FLN.
- Larbi Ben M'hidi (1923-1957), un des chefs historiques du FLN.
- Ahmed Boumendjel (1909-1982), militant nationaliste algérien, ancien de l'UDMA, membre du CNRA, puis conseiller auprès du GPRA, participe aux accords d'Évian.
- Abderrahmane Farès (1911-1991), président de l’exécutif provisoire de l’État algérien (avril à septembre-1962).
- Aïssat Idir (1915-1959), militant nationaliste algérien, fondateur de l'UGTA[120] et ancien cadre de la CGT.
- Amar Imache, secrétaire générale de l'ENA (1933), et son principal représentant[118].
- Abderrahmane Mira (1922-1959), chef de la wilaya VI, puis de la wilaya III.
- Mourad Didouche (1927-1955), chef historique du FLN, ancien membre du PPA et de l'OS, cofondateur du CRUA, participe à la rédaction de la déclaration du 1er novembre 1954.
- Ramdane Abane (1920-1957), militant nationaliste algérien, joue un rôle essentiel dans l'histoire de la révolution algérienne, surnommé « l’architecte de la révolution »[118]

#### Maroc
- Abdelkrim el-Khattabi (1882-1963), chef rifain du plus important mouvement de résistance contre la France et l'Espagne au Maroc, puis l'icône des mouvements indépendantistes luttant contre le colonialisme.
- Abdallah Zakour, chef militaire de la résistance marocaine d'origine chleuh[121].
- Assou Oubasslam (1890-1934), chef militaire de la résistance marocaine au colonialisme français.
- Adjou Moh, résistante berbère ayant participé à la bataille de Bougafer.
- Mohamed Améziane (1859-1912), est un résistant rifain qui lutta contre le colonialisme espagnol.
- Mouha Ou Hammou Zayani (1863-1921), chef de la résistance Zayanes, grand chef militaire, vainqueur des légionnaires de Charles Mangin, et qui se distingua dans la célèbre bataille d'Elhri le 13 novembre 1914[122].
- Zaïd Ouskounti, l'un des chefs de la résistance dans le sud du Maroc.
- Mohand N'Hammoucha (1873-1982), chef du mouvement de résistance Aït Ndhirs (Beni M’Tir) contre l’occupation française au Maroc.
- Mohand Ben Messaoud Ababou, né à Tamjount, seigneur féodal de la tribu Gzenaya, vétéran de la guerre du Rif et figure de l'indépendance marocaine.
- El Hamouti Mohand Elkhadir, militant indépendantiste et diplomate rifain, il est coordinateur au sein de l'ALN et s'engage dans lutte pour l'indépendance de l'Algérie[123].

#### Autres
- Suleyman Al Baruni (1872-1940), penseur religieux ibadite et homme politique berbère libyen résistant au colonialisme italien. Il fut également romancier et gouverneur de la Tripolitaine[124].
- Moussa ag Amastan (1867-1920), amenokal des Touaregs algériens de 1905 à 1920.
- Kaocen, leader de la rébellion touarègue de 1916-1917 contre la colonisation française.
- Mano Dayak (1949-1995), leader de la résistance touareg dans les années 1990 au Niger.

### Militaires et insurgés
- Mohammed Ababou (1934-1975): lieutenant-colonel des FAR, co-organisateur du « coup d'État de Skhirat » en 1971.
- M'hamed Ababou (1938-1971): lieutenant-colonel des FAR, co-organisateur du « coup d'État de Skhirat » en 1971.
- Mohamed Mediène (1939-), aussi appelé « Général Toufik », Général-Major algérien (1993) et Général de corps d'armée (2006), chef du Département du Renseignement et de la Sécurité (DRS) (1990-)[120].
- Smaïn Lamari, général-major, chef du contre-espionnage algérien, numéro deux du DRS[120].
- Mohamed Oufkir (1920-1972), général et ancien commandant en chef de l'armée et ministre de la défense du Maroc.
- Si El Haouès (1923-1959) colonel au sein de l'ALN.
- Daniel Timsit (1928-2002), militant algérien du FLN[125].

### Écrivains, poètes et religieux
- Jean Amrouche (1906-1962), écrivain, poète et journaliste algérien issu d'une famille kabyle christianisée et plaidant pour l'indépendance[126].
- Taos Amrouche (1913-1976), écrivaine, artiste et chanteuse algérienne, sœur de Jean Amrouche[126].
- Kateb Yacine (1929-1989), écrivain algérien d'origine chaouie, militant de la cause berbère[127].
- Abdelhamid Ben Badis (1889-1940), Président de l'association des oulémas musulmans algériens. Descendant de zirides, une dynastie berbère musulmane fondée au Xe siècle par Bologhine ibn Ziri[128].
- Amar Boulifa (1861-1931), homme de lettres algérien kabyle considéré comme le « précurseur berbériste »[129].
- Mohand Ou Lhocine (1836-1901), saint poète, mystique et penseur kabyle du XIXe siècle[130].
- Si Mohand Ou Mhand, poète, un des plus connus du XIXe siècle[131].
- Assia Djebar (1936-2015), femme de lettres algérienne d’expression française d’origine chenoui[132].
- Fadhma Aït Mansour Amrouche (1882-1967), écrivaine algérienne kabyle, mère des écrivains Jean et Taos Amrouche.
- Mohand Saïd Lechani (1893-1985), écrivain et berbérisant algérien kabyle.
- Moufdi Zakaria (1908-1977), poète algérien mozabite né à Bounoura. Auteur de Kassaman, l'hymne nationale algérienne,
- Taos Amrouche (1913-1976), poétesse et chanteuse algérienne kabyle, première femme algérienne romancière.
- Mouloud Feraoun (1913-1962), écrivain, romancier algérien d'expression française[133].
- Ahmed Sefrioui (1915-2004), écrivain marocain, précurseur de la littérature marocaine d’expression française,
- Mouloud Mammeri (1917-1989), écrivain, anthropologue et linguiste algérien, spécialiste de la culture berbère[134].
- Mohand Idir Aït Amrane (1924-2004), écrivain algérien kabyle, auteur de « Ekker a mmis Umazigh », hymne pour les militants nationalistes algériens et berbéristes.
- Malek Haddad (1927-1978), écrivain algérien kabyle d’expression française.
- Mohand-Lyazid Chibout, alias Iris, écrivain, poète et journaliste algérien kabyle.
- Mohamed Choukri (1935-2003), grand auteur marocain rifain d'expression arabe.
- Brahim Akhiat (1941-), écrivain et militant berbériste marocain chleuh originaire du Souss,
- Mohammed Khaïr-Eddine (1941-1995), écrivain chleuh et grande figure de la littérature marocaine,
- Ali Azaykou (1942-2004), écrivain-poète, historien et intellectuel marocain chleuh originaire du Souss[135].
- Ammar Negadi (1943-2008), écrivain et militant algérien chaoui[136].
- Slimane Benaïssa (1943-), écrivain et dramaturge algérien mozabite et  chaoui[137].
- Mohamed El-Moustaoui (1943-), est écrivain, poète et intellectuel marocain chleuh originaire du Souss.
- Rabah Belamri (1946-1995), écrivain et poète algérien[138],
- Sifaw, (1946-1994), né Saïd El Mahroug, poète libyen originaire des Infoussen au nord-ouest de la Libye.
- Boualem Sansal (1949) écrivain franco-algérien d'expression française, berbère.
- Arezki Metref (1952), écrivain et journaliste algérien,
- Tahar Djaout (1954-1993), écrivain-poète et journaliste algérien kabyle,
- Chacha (1955-2016), écrivain, poète, novelliste et romancier originaire d'Ikebdanen dans le Rif[139].
- Ahmed Assid (1961-), est un intellectuel, écrivain et militant politique marocain chleuh originaire du Souss[140].
- Hafid Aggoune (1973-), écrivain français d'origine kabyle[141].

### Politiques

#### Algérie
- Mohamed Boudiaf (1919-1992), homme d'État algérien d'origine chaouie, président de l'Algérie du 16 janvier 1992 au 29 juin 1992.
- Mohamed Haroun (1949-1996) fondateur de l'organisation des forces berbères (OFB)
- Arezki Abboute (1952-) militant des Droits de l’Homme et de la cause berbère
- Bélaïd Abdessalam (1928-2020), ministre de l'industrie et de l'énergie sous la présidence de Houari Boumedienne, Premier ministre algérien de 1992 à 1993[120].
- Belaïd Abrika (1969-), membre du Mouvement citoyen des Aarchs.
- Mohand-Aârav Bessaoud (1924-2002), membre fondateur de l'Académie berbère.
- Houari Boumédiène (1938-1978), ancien Président algérien.
- Smail Hamdani (1930-2017), homme politique algérien, ancien Premier ministre (1998-1999)[120].
- Smaïl-Pierre Mahroug (1927-2006) Ministre des Finances de 1970 à 1976.
- Redha Malek (1931-2017), homme politique algérien, ancien ministre de la culture et de l'information (1977-1979), ministre des affaires étrangères (1993), Premier ministre (1993-1994), président-fondateur de l'Alliance nationale républicaine (ANR)[120],[142].
- Ahmed Ouyahia (1952-), secrétaire général du parti Rassemblement national démocratique (RND), ministre d'État (1999-2003), ancien Premier ministre (1996-1998 et 2003-2006)[120].
- Saïd Sadi (1947-), secrétaire général du parti Rassemblement pour la culture et la démocratie (RCD).
- Abdelmadjid Sidi-Saïd (1949-), président du syndicat algérien des travailleurs, l'UGTA[120].
- Mokdad Sifi (1940-), ancien Premier ministre algérien.
- Khalida Toumi (1958-), femme politique algérienne, actuellement Ministre de la Culture.
- Liamine Zéroual (1941-), ancien président algérien et ministre de la Défense algérienne.
- Matoub Lounes (1956-1998), chanteur engagé, mort assassiné le 25 juin 1998 à Thala Bounan. À la fois chanteur, musicien, auteur-compositeur-interprète et poète algérien d'expression kabyle
- Mohamed Tamalt (-2016), journaliste algéro-britannique, emprisonné pour outrage au président de la république algérienne. Il meurt après une grève de la faim
- Kamel Eddine Fekhar (1963-2019), militant politique algérien mozabite, décédé après une grève de la faim
- Mohand Cherif Sahli (1902-1989), écrivain, historien, militant de la cause algérienne et ancien ambassadeur.
- Mohand Oukaci Hamaï, commandant politique de l'ALN dans la Wilaya III, membre du CNRA et commandant en chef de la base de l'ALN à Tunis.

#### Belgique
- Fadila Laanan (1967-), femme politique belge, secrétaire d'État bruxelloise, issue d'une famille marocaine rifaine originaire d'Aït Sidel[143].

#### France
- Fadela Amara (1964-), militante féministe, haute fonctionnaire et femme politique française[144].
- Aïssa Dermouche (1947-), haut fonctionnaire français, préfet du Jura (2004-2005)[145].
- Augustin-Belkacem Ibazizen (1897-1980), avocat, homme politique et écrivain français. Il fut l’un des cinq "indigènes" algériens admis au Conseil d'État Français.
- Rachid Kaci (1966-), homme politique français.
- Najat Vallaud-Belkacem (1977-), femme politique française, ministre de l'Éducation nationale[146].

#### Libye
- Mohammed ben Ali al-Senoussi, fondateur de la confrérie Sanousiyya.
- Mohieddin Fikini, ancien premier ministre libyen originaire du Djebel Nefoussa.
- Nouri Bousahmein, homme d'État libyen originaire d'At Willul (Zouara)[147],[148].

#### Maroc
- Madani El Glaoui (1860 - 1918) caïd, chef militaire et homme d'état marocain d'origine chleuh[149].
- Thami el Glaoui (1879-1956) est l'uns des plus célèbres pachas marocains[149].
- Mohamed Chafik (1926-), intellectuel marocain, militant pour l'amazighité, ancien recteur de l’IRCAM.
- Mahjoubi Aherdane (1921-2020), homme politique marocain, ancien ministre de la défense.
- Kasdi Merbah (1938-1993), ancien chef des renseignements (1962-1979) et ancien premier ministre (1988-1989)[120] algérien.
- Saâdeddine El Othmani (1956-), est un psychiatre et homme politique marocain d'obédience islamiste. Il a été nommé le 3 janvier 2012, par le roi Mohammed VI, ministre des affaires étrangères et de la coopération, poste qu'il occupe jusqu'au 10 octobre 2013.
- Abdellah Baha (1954-2014), est un homme politique, secrétaire général adjoint du Parti de la justice et du développement.Il est nommé ministre d'État sans portefeuille le 3 janvier 2012.
- Mohand Laenser (1942-), est un homme politique marocain. Ancien ministre de l'Intérieur marocain.
- Mohamed Hassad (1952-), est un ingénieur et homme politique marocain, ancien ministre et wali de la région de Tanger-Tétouan. Il est nommé ministre de l'Intérieur du Maroc dans le gouvernement Benkiran II.
- Houcine El Ouardi (1954-), est un médecin marocain, affilié au parti du progrès et du socialisme. Il a été nommé ministre de la Santé dans le Gouvernement Benkiran I et a été maintenu dans cette fonction dans le gouvernement Benkiran II.
- Khadija Ryadi (1960-), militante et activiste marocaine des droits de l'Homme originaire de Taroudant dans le Souss.
- Aziz Akhannouch (1961-), Il est l'actuel Ministre de l'agriculture et de la pêche maritime et membre du gouvernement Benkiran.
- Rachid Raha (1964-), militant politique, journaliste et anthropologue marocain rifain, président de l'Assemblée Mondiale Amazighe
- Nasser Zefzafi (1979-), militant politique marocain d'origine rifaine, ayant joué un rôle important dans le mouvement populaire du Rif de 2016
- El Mortada Iamrachen (1987-), militant politique et activiste marocain rifain
- Silya Ziani, (1994-), activiste, militante politique et chanteuse marocaine rifaine

#### Niger
- Brigi Rafini, homme politique, ancien premier ministre du Niger, ancien député et maire d'Iferouane.
- Acharif Mohamed Mokhtar dit « Asha » (1971-2008), ancien vice-président du Mouvement des Nigériens pour la justice.
- Abdallah ag Oumbadougou (1962-2020), chanteur et guitariste de la résistance.

#### Mali
- Bilal Ag Acherif (1977-), secrétaire général du Mouvement national pour la libération de l'Azawad (MNLA) et président du Conseil transitoire de l'État de l'Azawad.
- Alghabass Ag Intalla, chef de la présidence de la Coordination des mouvements de l'Azawad (CMA)[150] et fils de l'amenokal Intalla Ag Attaher

#### Pays-Bas
- Ahmed Aboutaleb (1961-), maire de Rotterdam

### Industriels et entrepreneurs
- Ali Haddad, PDG du Groupe ETRHB-Haddad, l'une des plus importantes entreprises de travaux publics d'Algérie.
- Arezki Idjerouidène, président du groupe GoFast, PDG d'Aigle Azur.
- Nacer Kettane (1953-), directeur général de Beur TV et PDG de Beur FM[151].
- Issad Rebrab (1944-), homme d'affaires algérien, PDG de Cévital, plus grand complexe privé d'Algérie[152].
- Yazid Sabeg (1950-), président du Conseil d'administration de CS Communication et Systèmes (une SSII), dont il est l'ancien PDG et membre de celui de l'Institut de relations internationales et stratégiques.
- Aziz Akhannouch (1961-), homme d'affaires chleuh, président d'Afriquia gaz et du groupe Aqua.

### Chercheurs
- Mohamed Arkoun (1928-2010), philosophe algérien, historien, et docteur en lettres[153].
- Ahmed Boukous (1946-), linguiste et sociologue marocain chleuh originaire du Souss.
- Salem Chaker (1950-), Docteur ès Lettres, spécialiste de linguistique berbère, professeur émérite de berbère à l'INALCO.
- Abdelmalek Sayad (1933 - 1998), sociologue, directeur de recherche au CNRS[154].
- Tassadit Yacine, anthropologue, Maître de conférences à l'EHESS.
- Abdellatif Hssaini, chercheur et formateur marocain en technologies de l'information et de la communication pour l'éducation TICE, concepteur de supports didactiques multimédia pour l'enseignement et apprentissage de la langue et culture berbères.
- Mohand Akli Haddadou, linguiste et écrivain algérien spécialisé dans les langues berbères et l'histoire des civilisations

### Journalistes
- Rachid Arhab (1955-), journaliste français, ancien présentateur du JT de 13h sur France 2, membre du Conseil supérieur de l'audiovisuel (CSA)[155].
- Mohamed Benchicou (1952-), directeur du Matin d'Algérie et auteur de « Bouteflika; une imposture algérienne ».
- Ali Dilem (1967-), dessinateur-caricaturiste de presse algérien, au journal Liberté[156].
- Ali Lmrabet (1959-), journaliste marocain, fonde l'hebdomadaire Demain.
- Said Mekbel (1940-1994), journaliste au quotidien Le Matin et billettiste, assassiné le 3 décembre 1994 à Alger.
- Youcef Zirem (1964), journaliste et écrivain algérien.
- Djaffar Benmesbah (1959), artiste peintre, journaliste et écrivain.
- Rachid Niny

### Peintres et graphistes
- Bâaziz Hammache (1956-) Artiste sculpteur peintre Algérien vivant en Kabylie
- Baya (1931-1998), de son vrai nom Fatma Haddad, peintre algérienne.
- M'hamed Issiakhem (1928-1985), un des fondateurs de la peinture moderne en Algérie.
- Hawad (1950-), poète et peintre targui
- Abderrahmane Ould Mohand (1960-), connu sous le nom de « Mohand », peintre algérien.
- Slimane Ould Mohand (1966-), ou Slimane, peintre algérien.
- Hamid Tibouchi (1951-), peintre et poète algérien.
- Hocine Ziani (1953-), artiste-peintre algérien.

### Comédiens, cinéastes et acteurs
- Ayadi Ahmed connu sous le nom de Rouiched (1921-1999), acteur algérien.
- Daniel Prévost (1939-), comédien[157].
- Marie-José Nat, actrice française (1940-2019).
- Azzedine Meddour (1947-2000), réalisateur algérien d'origine kabyle.
- Mohand Said Fellag (1950-), comique, acteur et écrivain.
- Belkacem Hadjadj, (1950-), acteur, cinéaste, producteur et réalisateur algérien.
- Jacques Villeret (1951-2005), de son vrai nom Jacky Boufroura, acteur français[158].
- Isabelle Adjani (1955-), actrice française d'origine kabyle et allemande.
- Dany Boon (1966-), acteur et humoriste français[159].
- Sandra Zidani (1968-), comédienne et humoriste belge[160].
- Atmen Kelif (1968-), acteur français[161].
- Gad Elmaleh (1971-), acteur et humoriste maroco-canadien d'origine chleuh.
- Ramzy Bedia (1972-), alias Ramzy, comédien, humoriste et scénariste français.
- Rachid Badouri (1976-), comédien québécois.
- Kamal Hachkar (1977-), réalisateur franco-marocain originaire de Tinghir (Maroc).
- Saïd Taghmaoui (1973), acteur d'origine chleuh connu pour son rôle de Saïd dans La Haine.
- Comte de Bouderbala (1979-) acteur et humoriste français
- Leïla Bekhti (1984-), actrice française[162].

### Chanteurs et musiciens

#### Classique
- Mohand Iguerbouchène (1907-1966), compositeur algérien originaire d'Aït Ouchen (commune d’Aghribs chez les Aït Djennad - Azeffoun en Kabylie), qui a marqué la musique classique.
- Marcel Mouloudji (1922-1994), chanteur français d'origine kabyle[157].

#### Chaâbi
- Hadj M’hamed El Anka (1907-1978), fondateur de la musique chaâbi[163]. de son vrai nom Mohand-Ou-Idir Halo.
- Amar Ezzahi Amar Ait Zai, son vrai nom, un grand chanteur du chaâbi.
- Abdelkader Chaou (1941-), chanteur.
- Dahmane El Harrachi (1925-1980), chanteur.
- Cheikh El Hasnaoui (1910-2002), chanteur.
- Kamel Messaoudi (1961-1998), chanteur.
- Mustapha Nador (1874-1926), précurseur de chaâbi, professeur de El Anka.

#### Musique berbère
- Lounis Aït Menguellet, (1950-), chanteur kabyle d'expression berbère
- Takrist n'Akal, groupe de musique de blues touareg.
- Djamel Allam, (1947-2018): chanteur kabyle d'expression berbère
- Rabah Asma, (1962-): chanteur kabyle d'expression berbère
- Slimane Azem, (1918-1983): chanteur algérien kabyle d'expression berbère.
- Lhadj Belaïd, (vers 1873 - vers 1945): poète marocain chleuh, doyen de la musique d'expression berbère dans le Souss.
- Aïssa Djermouni, (1885-1946): grand chanteur algérien aurassien d'expression berbère (chaoui).
- Djurdjura : groupe de musique berbère (Djouhra Abouda, Fatima et Malha).
- Hassane Idbassaid, (1967-): chanteur marocain chleuh soussi d'expression berbère (chleuh)
- Idir, (1941-2020): chanteur kabyle d'expression berbère, connu notamment pour A Vava Inouva. de son vrai nom Hamid Chériet.
- Cherif Kheddam, (1928-2012): une des plus grandes figures de la musique algérienne.
- Lounès Matoub, (1956-1998): chanteur algérien, célèbre pour son engagement dans la revendication de l'identité berbère.
- Noureddine Meziane (1918-1999) dit Cheikh Noureddine, acteur et chanteur algérien.
- Abdallah ag Oumbadougou (1962-) chanteur et musicien touareg nigérien.
- Mohamed Rouicha (1950-2012) célèbre musicien marocain.
- Takfarinas (1958-) chanteur kabyle de musique berbère.
- Mimoun El Walid (1959-) poète et chanteur rifain d'expression berbère.
- Akli Yahyaten (1933-): chanteur algérien, auteur notamment de Yal Menfi (« Le Banni »).
- Ahmed Azeggagh (1942-2003), poète, journaliste et écrivain algérien d'origine kabyle.
- Kedhou ag Ossad, chanteur touareg.
- Ammouri Mbark (1951-2015) chanteur et musicien chleuh marocain originaire du Souss. Il est considéré comme un innovateur dans la musique berbère.
- Moha Oulhoussein Achiban (1916-) il est considéré comme étant le maître incontesté de la danse de l'Ahidous du Moyen Atlas.
- Titrit (1962-), auteur-compositrice et interprète marocain de musique berbère originaire d'Errachidia.
- Khalid Izri (1969-), chanteur et musicien marocain d'expression berbère d'origine rifaine.
- Rkiya Talbensirt (?-), poétesse chleuhe et chanteuse de musique berbère originaire du Souss.
- Fatima Tihihit Mzin (1970-), chanteuse marocaine chleuhe originaire de Tinmar Haha dans le Souss.
- Dania Ben Sassi (1988-), chanteuse libyenne issue des At Willoul par son père.
- Lalla Badi, chanteuse touarègue et joueuse de tendé (tindé, tindi)
- Abdullah Ashini, chanteur libyen originaire des Aït Willul dans la localité de Zouara

#### Rap/Rock
- Rim'K (1978-), rappeur français d'origine algérienne kabyle.
- Sinik (1980-), rappeur français d'origine algérienne kabyle.
- LIM (1981-), rappeur français d'origine algérienne kabyle.
- L'Algérino (1981-), rappeur français d'origine algérienne chaoui.
- Lacrim (1985-), rappeur franco-algérien d'origine oranaise et kabyle.
- Lartiste (1985-), rappeur franco-marocain originaire chleuh.
- Sofiane (1986-), rappeur français d'origine algérienne kabyle.
- Soolking, rappeur algérien originaire de kabylie.
- Baaziz (1963-), chanteur algérien[164].
- Magyd Cherfi (1962-), chanteur et écrivain français, membre fondateur du groupe Zebda[165].
- Sat (1975-), de son vrai nom Karim Haddouche, rappeur français[166].

#### Pop
- Hindi Zahra (1979-), chanteuse franco-marocaine d'origine berbère, et dont le père est touareg[167] et la mère chleuhe originaire d'Agadir[168], ville du Souss.

### Sport

#### Arts martiaux
- Loucif Hamani (1950-), boxeur algérien, ancien champion d'Afrique[169].
- Salim Medjkoune (1972-), boxeur français d'origine algérienne, champion de France (1995 et 2000), champion d'Europe (2001-2002) et du monde (2002-2003) super-coqs[170].
- Mustapha Lakhsem, champion du monde marocain de kick boxing et full contact et boxe française d'origine berbère du Moyen Atlas.
- Badr Hari (1984-), kickboxeur marocain chleuh de catégorie super-poids-lourd, de Souss[171],[172][réf. non conforme].
- Ali Idir (1966-), ancien judoka, deux fois champion d'Afrique et plusieurs fois champion d'Algérie
- Larbi Benboudaoud (1974-), champion d’Europe (1998, 1999), champion du monde (1999), vice-champion olympique 2000[173].
- Djamel Bouras (1971-), champion olympique des moins de 78 kg à Atlanta le 23 juillet 1996 (d'origine berbère Chaoui).

#### Football

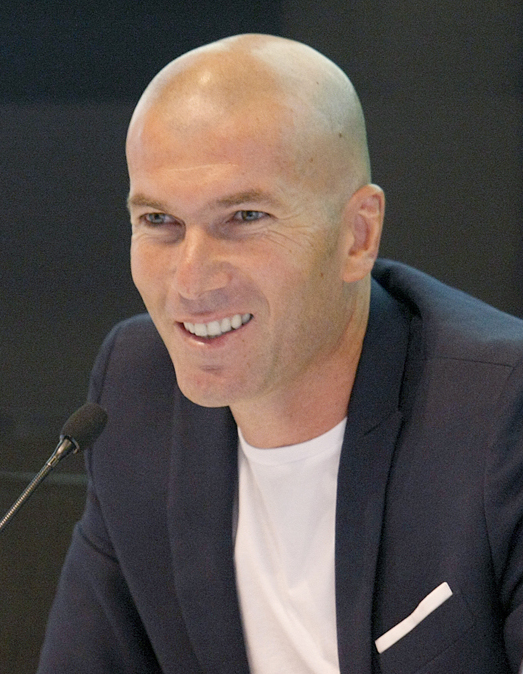
Zinédine Zidane (2015).

- Mustapha Dahleb (1952-), joueur de football franco-algérien, vainqueur de la Coupe de France 1982 et 1983 avec le PSG.
- Ali Fergani (1952-), international algérien, ancien entraîneur de l'équipe nationale algérienne de football et la JSK.
- Salah Assad (1958-), footballeur algérien, participation au mondial de 1982 en Espagne connu pour sa louche ou « ghorraf
- Rabah Madjer (1958-), footballeur algérien, champion d'Europe avec le FC Porto (1987).
- Rachid Harkouk (1956-), né à Chelsea, est un footballeur britannique d'origine algérienne.
- Azzedine Ait Djoudi (1967-), ancien entraîneur de la JSK et actuel entraineur de l'équipe nationale de football algérienne Olympique.
- Mahieddine Meftah (1968-), footballeur algérien, recordman du nombre de titres nationaux en Algérie.
- Moussa Saïb (1969-), ancien capitaine de l'EN algérienne de football, champion d'Afrique en 1990 à Alger.
- Lounès Gaouaoui (1977-), footballeur, ancien gardien de but de la JSK.
- Mustapha Hadji (1971-), footballeur marocain, élu meilleur joueur africain en 1998.
- Youssouf Hadji (1980-), footballeur marocain, élu meilleur joueur français en 2007 avec Nancy.
- Mahieddine Khalef, ancien entraîneur de la JSK et de l'équipe nationale de football algérienne dans les années 1980.Ibrahim Afellay (1986), footballeur néerlandais, milieu offensif au FC Barcelone.
- Khalid Boulahrouz (1981-), footballeur néerlandais, défenseur au FC Séville[174].
- Karim Benzema (1987-), joueur de football français, attaquant dans l'équipe de France et au Real Madrid[175].
- Camel Meriem (1979-), footballeur français, meneur de jeu à l'AS Monaco[176].
- Nacer Sandjak, manager du club de Noisy le Sec (France), ex-sélectionneur national et ex-entraîneur de la JSK.
- Nordin Amrabat, footballeur international marocain et néerlandais d'origine rifaine membre du club CD Leganés.
- Zinédine Zidane (1972-), joueur de football français d'origine kabyle, meilleur joueur mondial de l'année par la FIFA en 1998, 2000 et 2003, ballon d'or en 1998, vainqueur de la Coupe du monde 1998[177].
- Karim Ziani (1982-), footballeur algérien évoluant actuellement au VFL Wolfsburg (Bundesliga) en tant que milieu offensif. Originaire de Bejaia
- Hassan Yebda (1984-) né à Saint-Maurice dans le Val-de-Marne, est un footballeur français évoluant au poste de milieu de terrain et joue pour le club anglais de Portsmouth

#### Autres sports
- Robert Abdesselam (1920-2006), ancien joueur de tennis, avocat et un homme politique français. Il fut vice-président de la Fédération française de tennis de 1968 à 1974 et de la Fédération internationale de 1975 à 1976.
- Souad Aït Salem, athlète algérienne, 5 000 m et marathon[178].
- Lahcen Ahansal (1971-), coureur de fond marocain issu de la tribu des Aït Atta[179].
- Hicham El Guerrouj (1974-), athlète marocain, champion olympique de 1 500 m et 5 000 m (2004), quatre fois champion du monde sur 1 500 m de 1997 à 2003[180].
- Farid Khider (1975-), champion multi-disciplines : Boxe thaïlandaise (Muay thaï), Boxe Française, Kick Boxing, Full Contact. Français d'origine kabyle[181].

### Divers
- Kamel Ouali (1971), chorégraphe[182].
- Idriss Aberkane (1986-), essayiste et conférencier français d'origine kabyle spécialiste de neurosciences[183].
- Karim Achoui (1967-), avocat pénaliste français d'origine algérienne kabyle[184].

## Personnalités ayant des origines berbères
- Gaius Septimius Severus Aper (fl. 207, mort en 212) est un homme politique de l'Empire romain, consul en 207. Il est le fils de Publius Septimius Geta.
- Publius Septimius Geta (fl. aut. 190-203) était un homme politique de l'Empire romain, frère de Septime Sévère.
- Al-Mansur (714-775), d'origine berbère par sa mère, considéré comme le véritable fondateur du Califat Abbasside[185].
- Abd al-Rahman Ier (731-788), d'origine berbère par sa mère, premier émir omeyyade indépendant de l'émirat de Cordoue[186].
- Ahmed al-Mansour, sultan saadien d'origine berbère chleuh par sa mère.
- Hubert Haddad (1947-), écrivain, historien d'art et essayiste française d'origine tunisienne et algérienne[187][réf. non conforme].
- Patrick Timsit (1958-), acteur et réalisateur de cinéma[188],[189].
- Samir Barris, auteur-compositeur-interprète bruxellois.
- Jean Daniel Bensaïd (1920-), directeur de la rédaction du Nouvel Observateur[190].
- Albert Memmi (1920-2020), écrivain et essayiste franco-tunisien[191].
- Juliette Noureddine (1962-), chanteuse, auteur et compositrice française[192].
- Édith Piaf (1915-1963), célèbre chanteuse française de music-hall et de variétés[157],[193].
- Djaffar Benmesbah (1959-) Artiste peintre, journaliste, écrivain algérien; militant berbériste.

### Recherche contemporaine
- Gabriel Camps Camps (dir.) et Salem Chaker (dir.), Encyclopédie Berbère (encyclopédie en cours, 43 volumes (2019)), Edisud/Peeters, 1984-2019 (lire en ligne).
- Salem Chaker, Berbères aujourd'hui : Kabyles et Berbères, luttes incertaines, L'Harmattan, 2022, 3e éd. (ISBN 978-2-14-025434-5).
- Ramzi Rouighi, Inventing the Berbers : History and ideology in the Maghrib, University of Pennsylvania Press, coll. « The Middle Ages series », 2019 (ISBN 978-0-8122-5130-2).
- Yves Modéran, Les Maures et l’Afrique romaine (IVe – VIIe siècle), Publications de l’École française de Rome, coll. « Bibliothèque des Écoles françaises d’Athènes et de Rome », 2003 (ISBN 978-2-7283-1003-6).
- Gabriel Camps, Les Berbères : Mémoire et identité, Errance, coll. « Collection des Hesperides », 1987 (ISBN 978-2-903442-32-3).
- (en) Michael Brett et Elizabeth Fentress, The Berbers, Blackwell, coll. « The Peoples of Africa », 1996 (ISBN 978-0-631-16852-2).

### Ouvrages anciens
- Ibn Khaldoun, Histoire des Berbères - éd. et trad. partielle par William McGuckin de Slane, Alger, 1852-1856  (ISBN 2705336397).